# إدراك النبات
إدراك النبات هو قدرة النبات على الإحساس والاستجابة للبيئة عن طريق إجراء التعديلات على المورفولوجيا أو الفيزيولوجيا أو النمط الشكلي الخاص به بالتوافق معها. أظهرت الأبحاث في علم النبات أن النباتات قادرة على التفاعل مع مجموعة واسعة من المنبهات، بما في ذلك المركبات الكيميائية، والجاذبية، والضوء، والرطوبة، والعدوى، والحرارة، وتراكيز الأوكسجين وثنائي أكسيد الكربون، والإصابة بالطفيليات، والممرضات، والاضطرابات الفيزيائية، والصوت، واللمس. تستند الدراسة العلمية لإدراك النبات إلى العديد من التخصصات مثل فيزيولوجيا النبات وعلم البيئة والبيولوجيا الجزيئية.

## العمليات

### الكشف
يمكن أن تكشف النباتات الإزاحة الموضعية. تستطيع سوق نباتات الحور كشف تغير الاتجاه والميل (إدراك التوازن).

### انتقال الإشارة
من المعروف أن الطماطم المجروحة تنتج مركب ميثيل جازمونات الطيار ذا الرائحة الذي يلعب دور إشارة تحذيرية. تستطيع النباتات المجاورة أن تستشعر المادة الكيميائية وتستعد للهجوم عن طريق إنتاج مركبات كيميائية تلعب دورًا دفاعيًا ضد الحشرات وتجذب مفترسات الحشرات. يستخدم النبات مسارات إشارة هرمونية لتنسيق نموه وشكله.

### النواقل الكيميائية العصبية
تُتنج النباتات العديد من البروتينات التي توجد أيضًا في الجهاز العصبي لدى الحيوانات، مثل الأسيتيل كولين إستيراز، ومستقبلات الغلوتامات، ومستقبلات غابا (غاما أمينو بيوتيريك أسيد)، ومركبات إشارة الكانابينويدات الداخلية. قد تستخدم أيضًا الأدينوزين ثلاثي الفوسفات (إيه تي بّي)، وأوكسيد النيتريك (إن أو)، وأنواع الأوكسيجين التفاعلية (آر أو إس) لنقل الإشارة بالطرق نفسها التي تحدث لدى الحيوانات.

### الفيزيولوجيا الكهربائية
تمتلك النباتات طرقًا متنوعة لتوصيل الإشارات الكهربائية. تتضمن طرق الانتشار الأربعة المعروفة جهود الفعل، وجهود التباين، والجهود الكهربائية المحلية، والجهود الجهازية.
على الرغم من أن الخلايا النباتية ليست عصبونات، فيمكن تنبيهها كهربائيًا، ويمكن أن تُظهر استجابات كهربائية سريعة للمنبهات البيئية على شكل جهود فعل. تسمح جهود الفعل بتحرك أيونات الإشارة وجزيئاتها من الخلية ما قبل الجهد إلى خلية أو خلايا ما بعد الجهد. تتكون هذه الإشارات الكهربائية الفيزيولوجية نتيجة تدرج تدفق أيونات مثل H+، وK+، وCl+، وNa+، و+2Ca، ولكن يُعتقد أيضًا أن بعض الأيونات المشحونة الأخرى مثل Fe3+، وAl3+، وMg2+، وZn2+، وMn2+، وHg2+، قد تلعب دورًا في المخرجات النهائية لمسار الإشارة. تعد المحافظة على التدرج الكهروكيميائي لكل أيون أمرًا ضروريًا لحياة الخلية، لأنها ستموت إذا وصلت إلى توازن كهروكيميائي مع البيئة المحيطة بها، وقد يحدث ذلك نتيجة للعديد من الأسباب مثل انغلاق القنوات الأيونية أو انثقاب غشاء الخلية.
ترتبط تلك الأيونات الفيزيولوجية الكهربائية مع مستقبلات على الخلية المستقبلة ما يتسبب بحدوث تأثيرات نهائية نتيجة وجود مركب واحد أو مجموعة من المركبات. وُجد أن طرق نقل المعلومات وتفعيل الاستجابات الفيزيولوجية عن طريق نظام إشارة جزيئي يكون أسرع وأكثر تواترًا بوجود جهود فعل.
يمكن أن تؤثر تلك الجهود على عمليات مثل التدفق السيتوبلازمي المعتمد على الأكتين، وحركات العضو النباتي، والتركيب الضوئي، والإزهار. يمكن أن تسبب هذه الاستجابات الكهربائية تركيب العديد من المركبات العضوية، بما فيها تلك التي تعمل دور مركبات فعالة عصبيًا في الكائنات الأخرى.
يؤثر تدفق الأيونات عبر الخلايا أيضًا على حركة الجزيئات الأخرى والمواد المنحلة. يغير ذلك من التدرج الحلولي (الأسموزي) في الخلية، ما يؤدي حدوث تغيرات في ضغط امتلاء الخلايا عن طريق تدفق الماء والمواد المنحلة عبر أغشية الخلايا. هذه التغيرات ضرورية لامتصاص المغذيات والنمو وأنواع عديدة من الحركات (حركات الانتحاء وحركات الاستجابة غير المعتمدة على اتجاه المؤثر)، وغيرها من التغيرات الأساسية في فيزيولوجيا النبات وسلوكه.
وهكذا تحقق النباتات الاستجابات السلوكية في السياقات البيئية والتواصلية والإيكولوجية.

### الاستجابة للإشارة
يتوسط السلوك التفاعلي المصاحب للنبات كل من الفيتوكرومات، ومركبات الكينين، والهرمونات، والمضادات الحيوية، وإطلاق المواد الكيميائية الأخرى، وتغيرات في الماء والنقل الكيميائي، وغيرها من الوسائل. تكون تلك الاستجابات بطيئة عمومًا وتستغرق عددًا من الساعات على الأقل لإتمامها، ويمكن ملاحظتها بالشكل الأمثل باستخدام التصوير السينمائي المتقطع، ويمكن أيضًا أن تحدث حركات سريعة. تستجيب النباتات إلى إشارات المركبات الكيميائية الطيارة التي تنتجها النباتات الأخرى. يزداد معدل الجازمونات بسرعة أيضًا استجابةً للاضطرابات الميكانيكية مثل التفاف المحاليق.
تمتلك النباتات العديد من الاستراتيجيات لصد الآفات. على سبيل المثال، يمكنها إنتاج عدد هائل من السموم الكيميائية المختلفة (السموم النباتية) ضد المفترسات والطفيليات، أو يمكن أن تطلق موتًا خلويًا سريعًا في الخلايا المصابة لإعاقة تقدم الآفات وانتشارها.
بعض النباتات قادر على الحركة السريعة: يستجيب ما يسمى «النبتة الحساسة» (ميموزا بوديكا، أو الميموزا العفيفة) لأدنى لمسة فيزيائية عن طريق طي أوراقها الريشية الرقيقة بسرعة لتتجه بذلك نحو الأسفل. تعطي النباتات اللاحمة مثل نبات مصيدة فينوس (خناق الذباب) بنىً ورقية متخصصة تغلق على الفور عندما تلمسها الحشرات أو تحط عليها. في نبات خناق الذباب، يُستشعر اللمس بواسطة الأهداب التي تتوضع على باطن الأوراق المتخصصة، التي تولد جهد فعل يحرض الخلايا الحركية ويؤدي إلى حدوث الحركة.
توصيل الإشارة هو الآلية المسؤولة عن التكيف في النباتات. تتضمن الاستجابات التكيفية:
- السعي الفعال وراء الضوء والغذاء. تقوم النباتات بذلك عن طريق تغيير بينتها، على سبيل المثال: نمو الغصن واتجاهه وفيزيولوجيته ونمطه الظاهري.[29][30][31][32][33][34][35]
- تغير اتجاه الأوراق والأغصان استجابةً لمصدر الضوء.[36]
- استشعار حجم التربة وتكييف النمو تبعًا لذلك، بغض النظر عن إتاحة العناصر الغذائية.[37][38][39]
- الدفاع ضد الحيوانات العاشبة.

## جوانب الإدراك

### الضوء
يحتوي العديد من الأعضاء النباتية مركباتٍ حساسة للضوء (فوتوتروبينات، وكريبتوكرومات، وفيتوكرومات)، يتفاعل كل منها بانتقائية شديدة مع أطوال موجات معينة. تخبر مستشعرات الضوء تلك النبات ما إذا كان الوقت نهارًا أم ليلًا، وعن طول النهار، ومقدار توفر الضوء، ومن أي اتجاه يصدر. تنمو الفروع باتجاه الضوء وتنمو الجذور عادة بعيدًا عن الضوء، وتُعرف تلك الاستجابات بالانتحاء الضوئي والانتحاء بعيدًا عن الضوء، على التوالي. تتسبب في ذلك الصبغات الحساسة للضوء مثل الفوتوتروبينات والفيتوكرومات وهرمون الأوكسين النباتي.
يُظهر العديد من النباتات ظواهر معينة في أوقات معينة من النهار، فعلى سبيل المثال، تتفتح بعض الأزهار في الصباح فقط. تتبع النباتات أوقات النهار من خلال ساعة يوماوية. تتزامن هذه الساعة الداخلية مع التوقيت الشمسي كل يوم بالاعتماد على ضوء الشمس، والحرارة، وأدلة أخرى، بشكل مشابه للساعات البيولوجية الموجودة في الكائنات الأخرى. تتيح الساعة الداخلية المقترنة بالقدرة على إدراك الضوء للنباتات أيضًا قياس طول اليوم، وبالتالي تحديد الفصل من السنة. هذه هي الطريقة التي تعرف فيها النباتات موعد الإزهار. لا تنبت بذور العديد من النباتات إلا بعد تعرضها للضوء. تحدث هذه الاستجابة بالاعتماد على إشارات الفيتوكروم. تملك النباتات أيضًا القدرة على استشعار نوعية الضوء والاستجابة تبعًا لذلك. على سبيل المثال، في ظروف الإضاءة الضعيفة، تُنتج النباتات المزيد من صبغات التركيب الضوئي. إذا كان الضوء شديدًا، أو إذا ارتفعت مستويات الأشعة فوق البنفسجية المؤذية، تُنتج النباتات المزيد من صبغات الحماية التي تعمل واقيًا للشمس.

## انظُر أيضاً
| - انتحاء. - إدراك ذاتي. - فلسفة الإدراك. | - ثنائية ديكارتية. - إدراك الإدراك. - عاطفة الحيوانات. | - إحساسية هرمونية. - لغة اتصال الحيوانات. |

## وصِلات خارِجِيّة
- هَل تُدِرّك النَّبَاتات؟ (مُؤتمر تيد العلمِيّ: فِيديُو يُوتيوب باللُّغةُ الإِنجِلِيزِيّة).
- المركّز الدّولِيّ لِلأبحاث ودرّاسَات علمِ أَعصَاب النّبات (باللُّغةُ الإيطالِيَّة).

## صُوّر

ردّ فعلّ النّبتة الخجُولة «مِيمُوزا بوديكا» إِلَى التّحفِيزِ المِيكانِيكِيِّ.
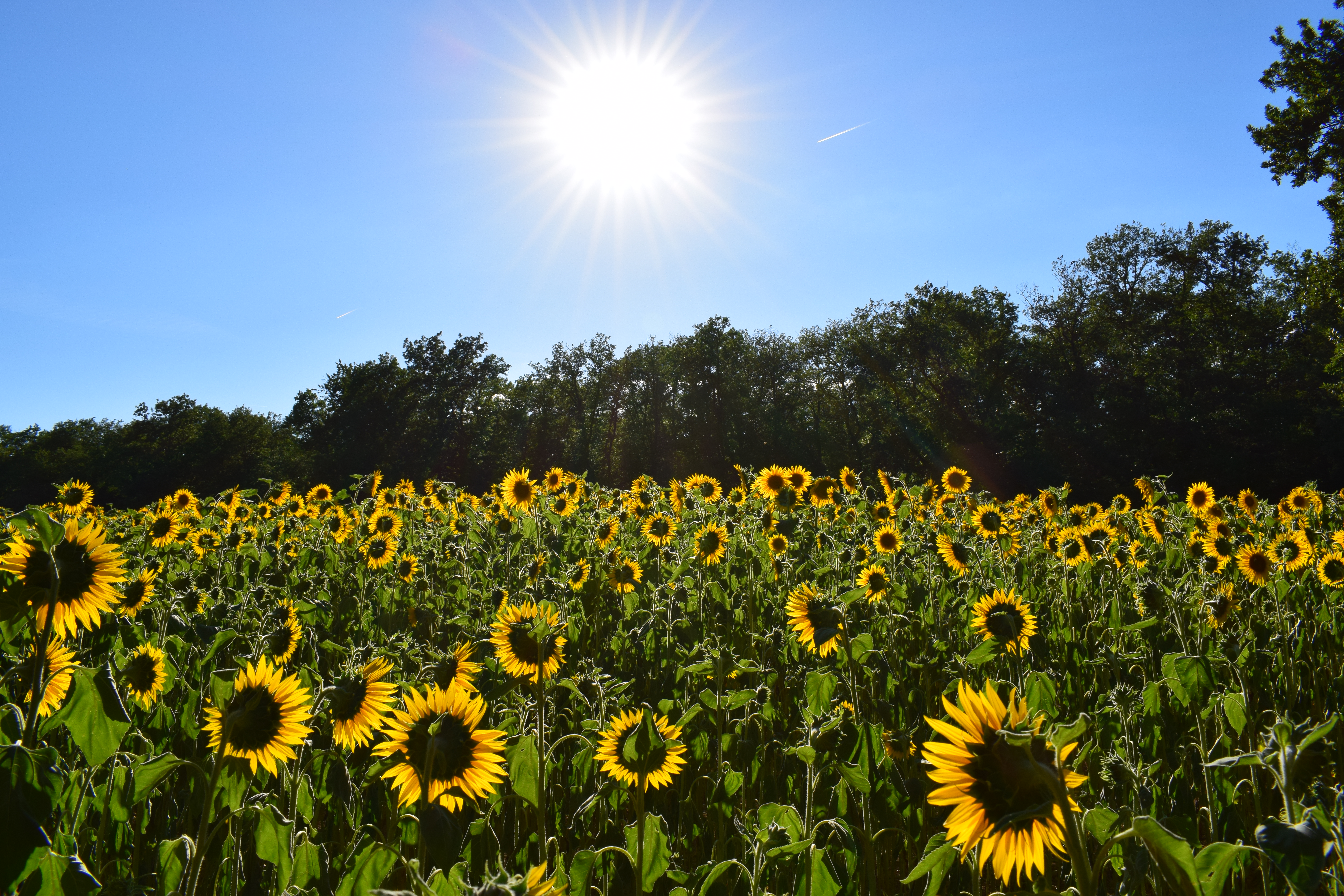
ظاهِرة التتبّع لنبَاتَات دَوّار الشَّمْسِ.
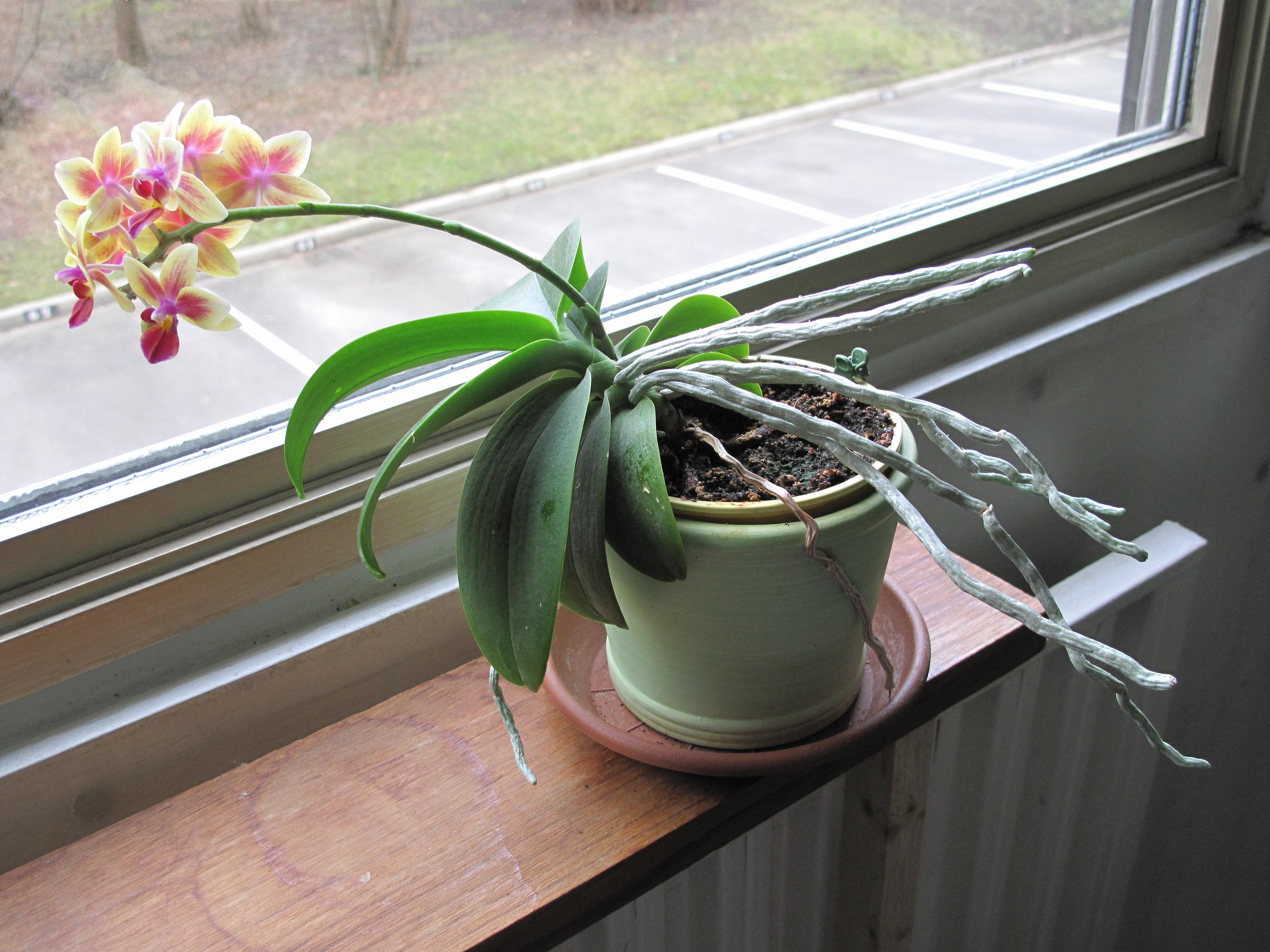
حَرَكة النّبتة باِتّجاه الضَوء الأقوى وهو ما يُسمّى «الإنتِحاءٌ الضوئِيّ».
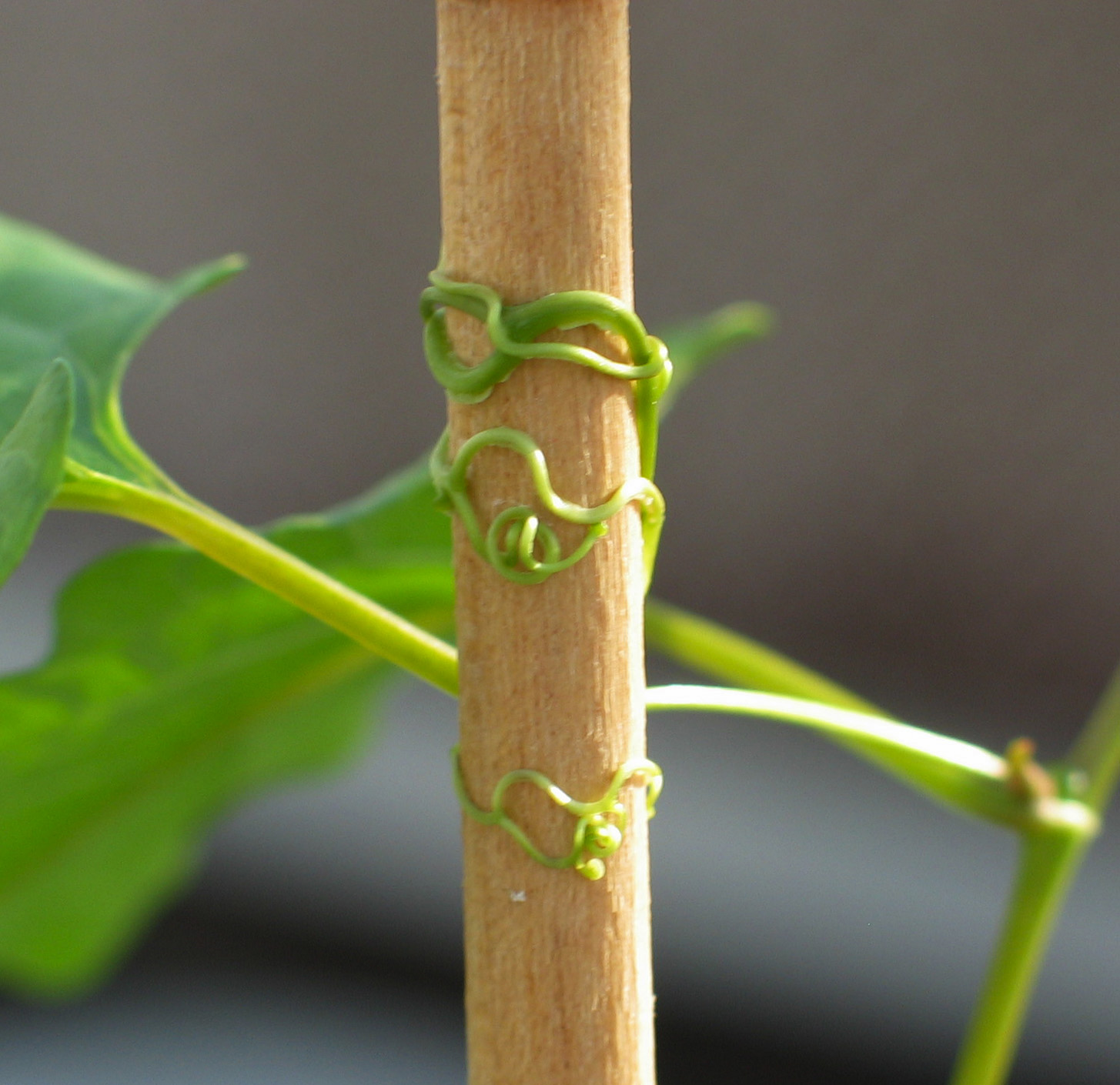
اِستِجابة النّبتة لمُلامسة جِسم مَاء والتى تعرّف علمياً باِسم «الإنتِحاءٌ اللَّمسِيّ».
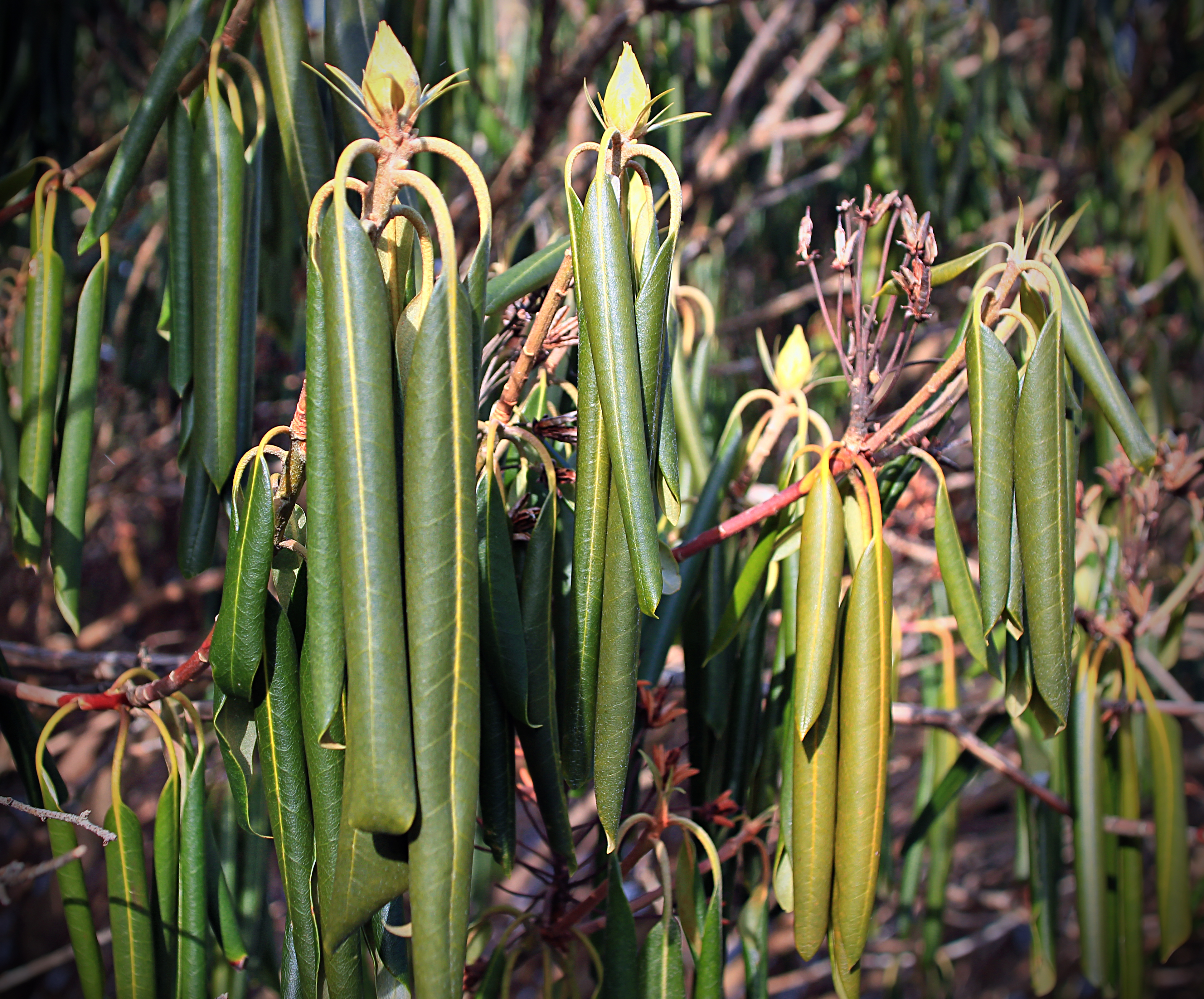
تجعُّد أوراق نَبات «الرُودودندرون» نَتِيجة التّعرُّضِ لدرجات حرارة مُنخفِضة.